# José Garrido de Oro
José Garrido de Oro, (Figueres, Catalunya 1884 . s. XX) fou un militar espanyol que participà en l'alçament militar de 1936 contra la Segona República seguint ordres dels seus superiors i condemnat a presó per negligència en la defensa de Mallorca.
Garrido pertanyia a la francmaçoneria, i era germà del coronel Robustiano Garrido de Oro que fou vocal del tribunal que jutjà el comandant José López-Amor Jiménez que s'havia sublevat a Barcelona.
El 1912 havia ascendit a capità i era excedent en la 1a regió militar i alumne de l'Escola Superior de la Guerra. El 1929 pertanyia al Cos d'Estat Major i era comandant de la de la 4a brigada de cavalleria i fou ascendit a tinent coronel. L'octubre del 1933 fou nomenat Cap d'Estat Major de la Comandància Militar de les Illes Balears. El 1935 fou un dels fundadors de la Unión Militar Española a Mallorca. Ocupava aquest destí quan s'inicià la Guerra Civil el juliol de 1936. Prengué part en totes les mesures militars, com la constitució de columnes per recórrer Mallorca (22 de juliol del 1936), la creació de milícies ciutadanes (23 d'agost) i l'organització de la defensa antiaèria. A partir del 16 d'agost, participà en la defensa de Mallorca contra el desembarcament republicà que tingué lloc a Portocristo. Fou encartat per negligència en la causa instruïda pel comandant militar Trinidad Benjumeda del Rey, el desembre del 1936. Passà a la situació de retirat el 1937 i condemnat a una pena de 10 anys de presó.